# Lars Bukdahl
Lars Bukdahl (født 14. august 1968 i Risskov) er en dansk litteraturkritiker og digter . Han er søn af Lise Togeby og Jørgen K. Bukdahl og blev student fra Aarhus Katedralskole i 1987.
Han blev cand.phil. i litteraturvidenskab fra Københavns Universitet i 1994 og fik samme år et arbejdslegat fra Statens Kunstfond. Som anmelder har han siden 1996 været tilknyttet Weekendavisen, hvor han siden 2004 har uddelt litteraturprisen Bukdahls Bet. Han har desuden undervist på Københavns Universitet og Forfatterskolen, i hvis bestyrelse han også sidder.
Han har blandt andet publiceret i tidsskrifterne Hvedekorn, Den Blå Port, Passage og Øverste Kirurgiske. Fra 2008 er han lyrikredaktør for Hvedekorn. Bukdahl danner i privatlivet par med digteren Cecilie Lind.
Kendt under navne som Bukken, Sheiken, den kejserlige skrædderske og Slagteren fra Pilestræde er Lars Bukdahl autoriseret poesiguru i Danmark. Som redaktør på Hvedekorn, kritiker for Weekendavisen og medlem af Forfatterskolens bestyrelse bestemmer han, hvilke forfattere der skal frem, hvilket har medført kritik af ham som anmelder og smagsdommer.

## Udgivelser
- Readymade! : stævnemøder og moderne digte, Borgen, 1987 (digte)
- Guldhornene, Borgen, 1988 (roman)
- Mestertyvenes tid, Borgen, 1989 (digte)
- Kys mig, Borgen, 1990 (digte)
- Brat Amerika, Borgen, 1990 (roman)
- Skyer på græs, Borgen, 1991 (digte)
- Spiller boccia med kongen, Borgen, 1994 (digte)
- Næseblod i Sofus City, Borgen, 1996 (digte)
- Rimses den ene og Remses den anden, Borgen, 1997 (digte)
- 116 chok for sheiken, Borgen, 2001 (digte)
- Generationsmaskinen. Dansk litteratur som yngst 1990-2004, Borgen, 2004 (kritikerværk)
- GO-GO! Readymade 2-3, Borgen, 2006 (digte)
- Korshøjen. OrissaBiblioteket. Kronstork, 2018 (digte)

## Hæder
- 1988: Klaus Rifbjergs debutantpris for lyrik
- 2008: Kunstrådets Formidlingspris på 100.000 kr. (uddelt for første gang)
- 2021: Asger Schnack Prisen[5]